# Siemion Szestakow
Siemion Szestakow, ros. Семен Александрович Шестаков (ur. 9 lutego?/21 lutego 1898, zm. 1 sierpnia 1943) – radziecki pułkownik wojsk lotniczych, uczestnik rewolucji październikowej, wojny domowej, II wojny światowej. Znany z lotów długodystansowych.

## Życiorys
Szestakow urodził się 21 lutego 1898 roku w Benderach w guberni besarabskiej w wielodzietnej rodzinie felczera. W maju 1916 roku przeniósł się do starszego brata Nikołaja w Sewastopolu, gdzie zetknął się po raz pierwszy z lotnikami.
W sierpniu 1917 roku został powołany do wojska, następnie uczestniczył w rewolucji październikowej w Piotrogrodzie. 23 lutego 1918 roku wstąpił do Armii Czerwonej. Po ukończeniu w 1920 roku szkoły lotniczej został wysłany do eskadry szkolnej w Moskwie.
W latach 1922−1923 wykonał ponad sto lotów bojowych na froncie wojny domowej; walczył w Azji Środkowej (Uzbekistan i Tadżykistan). Wiosną 1927 roku był w składzie komisji przyjmującej w Leningradzie zakupione od Niemiec bombowce Junkers C-30. Uczestniczył w lotach długodystansowych. Od 20 sierpnia do 1 września 1927 roku odbył lot na trasie Moskwa−Sarapuł−Omsk−Nowosybirsk−Krasnojarsk−Irkuck−Ułan Ude−Czyta−Nerczyńsk−Błagowieszczeńsk−Spask Dalni−Nanyang−Okayama−Tokio, a od 10 do 22 września wykonał lot powrotny pokonując w sumie 21.700 km w 153 godziny.
W 1928 roku Szestakow skierował do Tupolewa i Baranowa propozycję realizacji międzykontynentalnego lotu do USA. Rozpoczęta 6 sierpnia misja nie powiodła się, a samolot rozbił się w rejonie Czyty. Drugi lot rozpoczęto 23 sierpnia na trasie Moskwa−Czelabińsk−Nowosybirsk−Krasnojarsk−Irkuck−Czyta−Błagowieszczeńsk−Chabarowsk−Nikołajewsk nad Amurem−Pietropawłowsk Kamczacki−Unalaska−Seward−Sitka−Seattle−Oakland−San Francisco−Chicago−Detroit−Nowy Jork. Odległość 21 242 km została pokonana w ekstremalnych warunkach pogodowych w 141 godzin i 53 minuty lotu, a 8000 km nad oceanem pokonano w 50 godzin i 30 minut. 30 października 1929 roku odbyło się triumfalne powitanie w Stanach Zjednoczonych.
Po ukończeniu Akademii im. Żukowskiego podjął pracę pilota testowego w Instytucie Badawczym Sił Lotniczych. Dowodził związkiem bombowców Tupolew TB-1 na Rosyjskim Dalekim Wschodzie.
Walczył w II wojnie światowej. W październiku 1942 roku prowadził 146 Pułk Lotnictwa Myśliwskiego, który walczył w ramach 3 Armii. W lecie 1943 roku brał udział w walkach o Orzeł i Kursk.
Zmarł 1 sierpnia 1943 roku wskutek ran odniesionych w walce, choć alternatywna wersja mówi o śmierci już w niewoli niemieckiej.

## Odznaczenia i upamiętnienia
Odznaczony Orderem Czerwonego Sztandaru za lot Moskwa - Tokio - Moskwa, Orderem Czerwonego Sztandaru Pracy za lot Moskwa - Nowy Jork i innymi medalami.
Imieniem Szestakowa nazwano jedną z głównych ulic Benderów, a budynek jego dawnej szkoły jest wyróżniony tablicą pamiątkową.